# Ala Augusta Vocontiorum
L'ala Augusta Vocontiorum était une unité militaire de cavalerie des troupes auxiliaires de l'armée romaine du Haut-Empire.

## Recrutement et composition
Comme son nom l'indique l' ala Augusta Vocontiorum était une aile (ala) c'est-à-dire une unité de cavalerie comptant cinq-cents ou mille soldats dont le recrutement originel avait eu lieu au sein du peuple des Voconces, dans la province de Narbonnaise.

## Garnison et histoire
L' ala Augusta Vocontiorum tient sa garnison en Gaule à Arlaines (l'actuelle commune de Ressons-le-Long, dans le département de l'Aisne, en Picardie), puis en Germanie inférieure. 
Sous Hadrien elle est transférée en Bretagne où sa garnison est installée à Trimontium (Newstead).
On ne doit pas la confondre avec l'unité homonyme cantonnée en Égypte à Koptos.